# Aeropuerto Internacional de Argyle
El aeropuerto Internacional de Argyle (IATA: SVD, OACI: TVSA) es un aeropuerto situado en la isla de San Vicente de San Vicente y las Granadinas. Se encuentra en la localidad de Argyle, a unos 8.32 kilómetros (5.17 millas) de la capital, Kingstown.
El aeropuerto es uno de los activos de infraestructura más importantes de San Vicente y las Granadinas y el primer aeropuerto internacional del país. Es la puerta de entrada internacional más grande al país y conecta San Vicente y las Granadinas con los principales aeropuertos como el aeropuerto Internacional de Miami, el John F. Kennedy de Nueva York, el Aeropuerto Internacional Toronto Pearson, el aeropuerto Heathrow de Londres y otros aeropuertos del Caribe.Es el mayor de los cinco aeropuertos en la nación insular de San Vicente y las Granadinas. Los otros son el Aeropuerto J. F. Mitchell en Bequia, el Aeropuerto de Canouan, el Aeropuerto de Mustique y el Aeropuerto de Union Island.  Este aeropuerto es el segundo aeropuerto impulsado por energía solar en el Caribe, después del Aeropuerto Internacional V. C. Bird en Antigua (Antigua y Barbuda).

## Historia

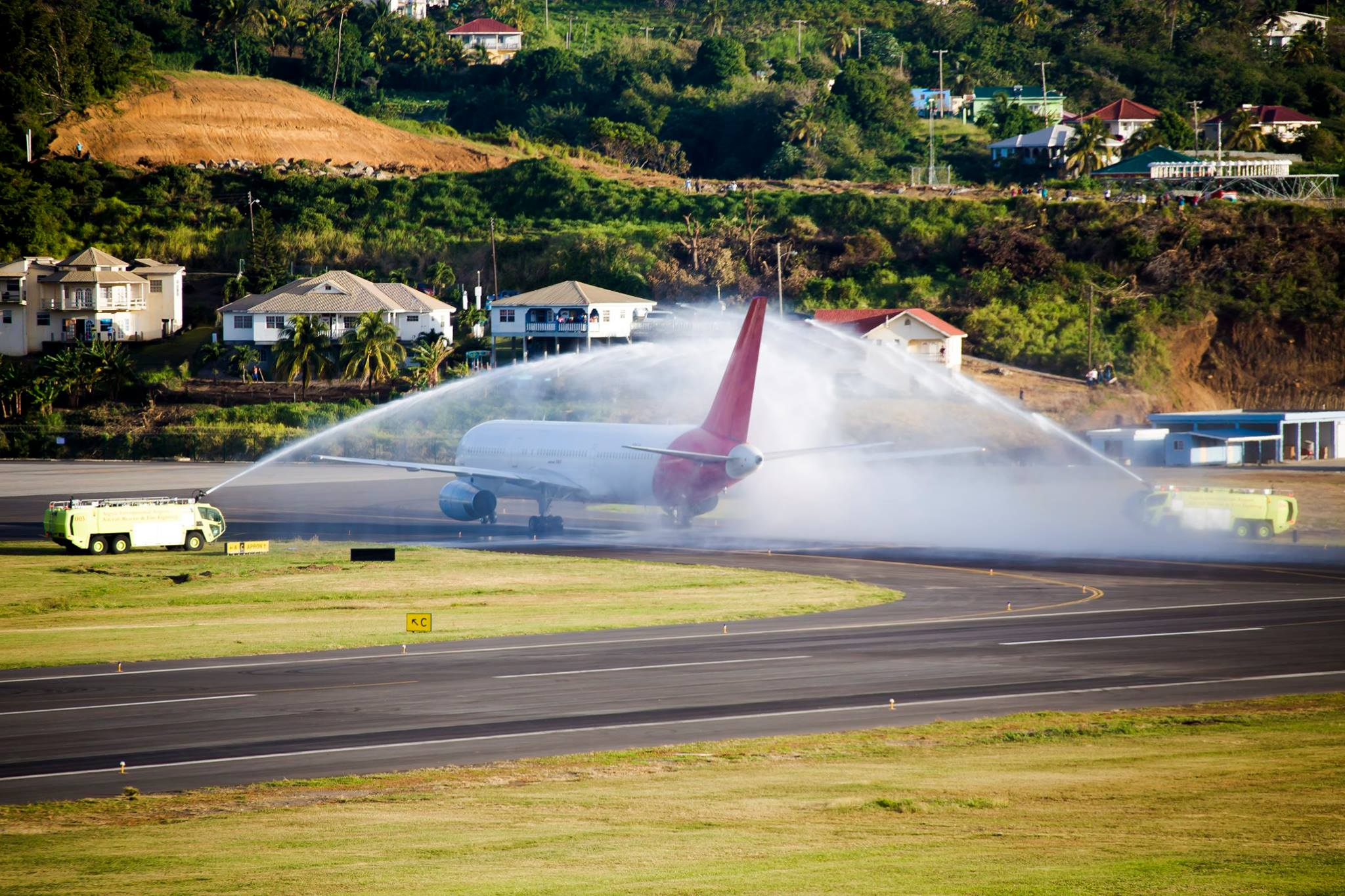
Vuelo inaugural del aeropuerto (2017)

El proyecto comenzó a construirse el 13 de agosto de 2008, con un equipo de trabajo de vicencianos y cubanos. El aeropuerto se inauguró oficialmente el 14 de febrero de 2017 con el aterrizaje de un vuelo chárter internacional de Dynamic Airways. El Aeropuerto de Argyle reemplazó al Aeropuerto E. T. Joshua como aeropuerto principal de San Vicente y las Granadinas. Durante la construcción del nuevo aeropuerto, la Compañía de Desarrollo Aeroportuario Internacional (IADC) enfrentó numerosos desafíos y controversias que desembocaron en importantes retrasos en la construcción, que se completó cinco años después de la fecha de finalización prevista originalmente.

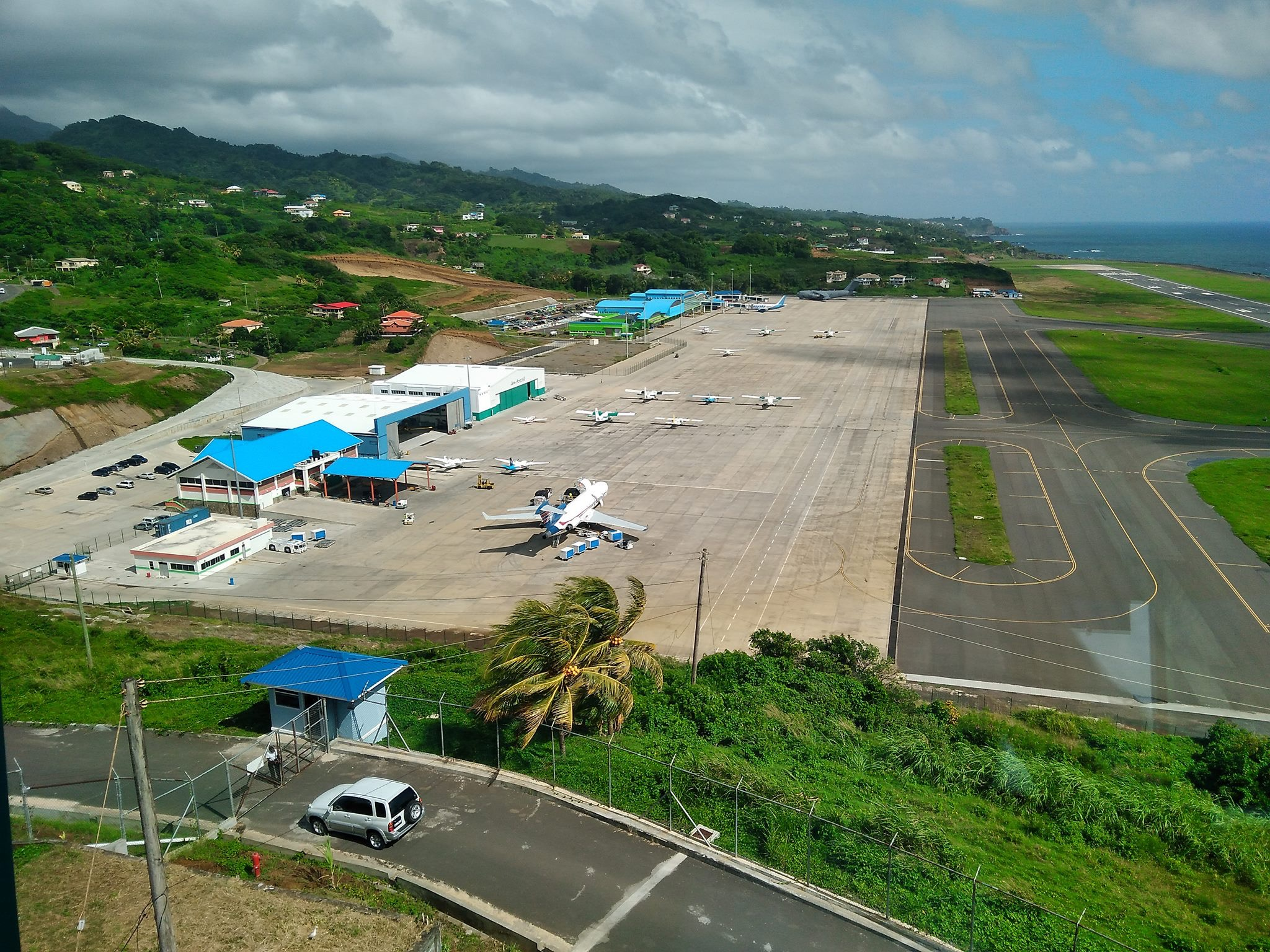
Detalle de la pista, los hangares y la terminal al fondo

El Aeropuerto Internacional de Argyle (AIA) se construyó en un terreno expropiado en una zona rural de la costa sureste de San Vicente, en respuesta a las crecientes necesidades de tráfico aeroportuario a las que el Aeropuerto E. T. Joshua no podía responder, pues había llegado a su punto de saturación sin espacio físico para un mayor crecimiento. El nuevo aeropuerto tiene capacidad para atender a 1,5 millones de pasajeros al año, más de cuatro veces la capacidad de E.T. Joshua y ofrece 23 espacios comerciales, tres restaurantes y varios espacios para kioscos. Se espera que el aeropuerto aumente la accesibilidad a este destino de varias islas y sea un motor económico clave para el país, atrayendo vuelos directos desde Canadá, EE. UU., Reino Unido y más, impulsando inversiones.

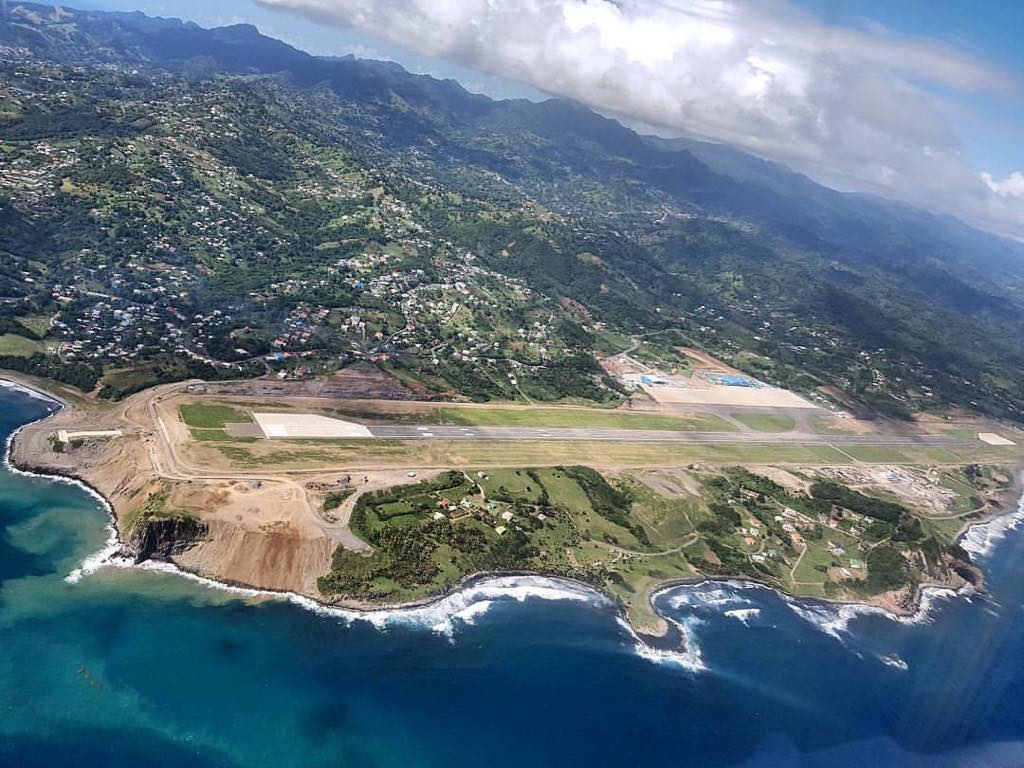
Vista del Aeropuerto Internacional de Argyle (2017)

El aeropuerto inició sus operaciones en pleno funcionamiento el 14 de febrero de 2017, reemplazando al Aeropuerto E. T. Joshua. El Aeropuerto Internacional de Argyle es el único aeropuerto en San Vicente y las Granadinas que ofrece vuelos internacionales regulares y también cuenta con aerolíneas regulares, de tarifas bajas, comerciales y chárter, con muchos servicios operados a los EE. UU. y Canadá. También apoya la aviación corporativa y general. El Aeropuerto Internacional de Argyle es el proyecto de capital más grande en la historia del país, con un costo estimado de construcción de 350 millones de dólares americanos.

## Aerolíneas y destinos

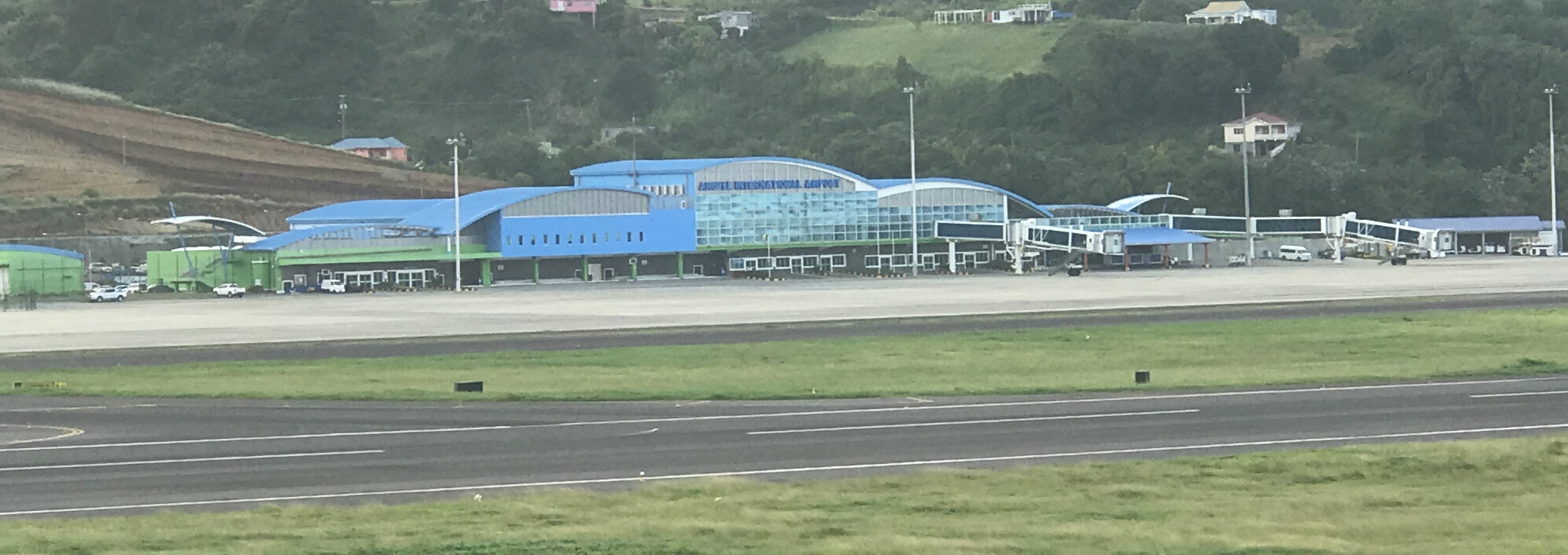
Terminal de pasajeros del aeropuerto

Air Canadá, American Airlines, Caribbean Airlines, Virgin Atlantic, InterCaribbean Airways, LIAT, SVG Air, Mustique Airways y One Caribbean actualmente brindan servicios regulares de pasajeros en el Aeropuerto Internacional de Argyle. El Aeropuerto Internacional de Argyle tiene vuelos sin escalas a Canadá, Estados Unidos y Reino Unido, gestiona muchos vuelos chárter internacionales y también vuelos de carga. Amerijet International aumentó su capacidad de transporte aéreo utilizando aviones más grandes, como el Boeing 767-300, para transportar más carga hacia y desde San Vicente y las Granadinas. Las rutas internacionales más transitadas son Toronto y Nueva York, mientras que las rutas regionales más transitadas siguen siendo Barbados y Trinidad. 

### Pasajeros
| Aerolíneas             | Destinos |
| ---------------------- | --- |
| Air Adelphi            | Chárter Estacional: Barbados, Mustique, Vieux Fort                                                                           |
| Air Canada             | Toronto–Pearson |
| American Airlines      | Miami Estacional: Charlotte, Nueva York-JFK                                                                                  |
| Caribbean Airlines     | Barbados, Castries, Granada, Nueva York-JFK, Puerto España                                                                   |
| Conviasa               | Caracas, La Habana |
| Delta Air Lines        | Estacional: Atlanta (inicia el 20 de diciembre de 2025)                                                                      |
| InterCaribbean Airways | Barbados, Castries, Granada                                                                                                  |
| JetBlue Airways        | Nueva York-JFK |
| Liat20                 | Antigua |
| Mustique Airways       | Barbados, Bequia, Canouan, Mustique                                                                                          |
| Sunrise Airways        | Antigua, Castries, Dominica–Douglas-Charles                                                                                  |
| SVG Air                | Antigua, Barbados, Bequia, Canouan, Carriacou, Castries, Dominica–Canefield, Fort-de-France, Grenada, Mustique, Union Island |
| Virgin Atlantic        | Barbados, Londres-Heathrow                                                                                                   |
| Winair                 | Castries, San Martín |

### Carga
| Aerolíneas             | Destinos                                                             |
| ---------------------- | -------------------------------------------------------------------- |
| Air Cargo Carriers     | Castries, Dominica–Douglas-Charles, San Cristóbal y Nieves, San Juan |
| Amerijet International | Barbados, Miami, Puerto España, Santa Lucía–Hewanorra                |
| DHL Aviation           | Castries, Fort-de-France, Granada, Puerto España                     |
| FedEx Express          | Aguadilla, Castries, Fort-de-France, Granada                         |

## Accidentes e incidentes
- El 29 de agosto de 2018 un Boeing 737-800(WL) (9Y-MBJ) de Caribbean Airlines sufrió un presunto impacto con un ave y posteriores vibraciones del motor después de despegar del Aeropuerto Internacional de Argyle, San Vicente y las Granadinas, en un vuelo al Aeropuerto Internacional John F. Kennedy de Nueva York. La tripulación del vuelo decidió desviarse a la base de operaciones en el Aeropuerto Internacional de Piarco de Trinidad y Tobago. Se realizó un aterrizaje seguro en el Aeropuerto Internacional de Piarco a las 14:35 UTC, 65 minutos después del despegue, donde fue puesto fuera de servicio para mantenimiento por parte de los ingenieros de la aerolínea. La aerolínea dice que los pasajeros del vuelo fueron reacomodados en un servicio posterior al Aeropuerto Internacional John F. Kennedy.[12]

- El 26 de agosto de 2019 un Saab 340 perteneciente a One Caribbean aparentemente tuvo problemas al salir del Aeropuerto Internacional Argyle hacia el Aeropuerto Internacional de Piarco en Trinidad y Tobago y se salió de la pista. La aeronave no sufrió daños y los pasajeros no resultaron heridos.[13]

- El 5 de junio de 2021 el vuelo 1427 de American Airlines a Miami tuvo que regresar a Argyle debido a un impacto con un pájaro. No se reportaron heridos en la aeronave, un Boeing 737-800. El incidente fue captado en vivo por un observador de aviones en video.[14][15]